# 費爾格蘭奇 (伊利諾伊州)
費爾格蘭奇（英語：Fairgrange）是位於美國伊利諾伊州科爾斯縣的一個非建制地區。該地的面積和人口皆未知。

## 地理
費爾格蘭奇的座標為39°34′43″N 88°10′18″W / 39.57861°N 88.17167°W，而該地的平均海拔高度為207米（即697英尺）。